# Badí'

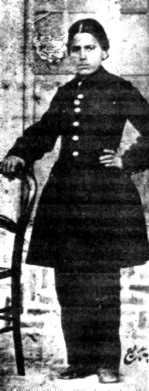
Mirza Aqa Buzurg op 15-jarige leeftijd

Badí' (Arabisch: ﺑﺪﻳﻊ‎; 1852 - 1869) was de titel van Mírzá Áqá Buzurg-i-Nishapuri, ook bekend als de Trots van de martelaren, was de zoon van 'Abdu'l-Majid-i-Nishapuri, een geprezen volgeling van de Báb en Bahá'u'lláh.
Badí' is het meest bekend als de drager van een tafel geschreven door Bahá'u'lláh aan sjah Naser ed-Din Kadjar, waarvoor hij gemarteld en gedood werd op de leeftijd van 17 jaar. De bahá'í-kalender, bekend als de Badí'-kalender, werd in zijn eer genaamd. Hij is ook een van de Apostelen van Bahá'u'lláh.